# 岩蔵温泉
岩蔵温泉（いわくらおんせん）は、東京都青梅市（旧国武蔵国）にある温泉。公式サイトでは、都内にある唯一の温泉郷と記されており、公式ページも開設されているが、2022年9月温泉施設として開業している旅館、温泉施設は1軒のみとなっている。

## 泉質
- 硫黄泉
- 単純温泉
- アルカリ泉
  - 湧出温度20℃の冷鉱泉である。

## 温泉街
かつては旅館が5軒あったが、廃業や業態転換などによって現在は1軒のみ営業。源泉は青梅市の史跡に指定されている。

## 歴史
開湯伝説では、ヤマトタケル（日本武尊）が入湯したとされる。その際に、岩でできた蔵に鎧を収めたことが「岩蔵」の名前の由来である。一般には1200年前の開湯とされる。
江戸時代の書物「新編 武蔵風土記稿」にも、この温泉の効能についての記載がある。

## アクセス
- 西武池袋線「飯能駅南口」より西武バス「東青梅駅・河辺駅南口」行きで約20分。「岩蔵温泉」バス停下車。
- 青梅線（JR東日本）「青梅駅・東青梅駅・河辺駅北口」より都営バス「岩井堂・成木循環・小曽木循環」行き。西武バス「飯能駅南口」行き。「岩蔵温泉」バス停下車。